# Megadictynidae
Megadictynidae zijn een familie van spinnen. De familie telt 2 beschreven geslachten.

## Geslachten
- Forstertyna Harvey, 1995
- Megadictyna Dahl, 1906